# Municipio Yamparáez
Das Municipio Yamparáez ist ein Verwaltungsbezirk im Departamento Chuquisaca im südamerikanischen Anden-Staat Bolivien.

## Lage im Nahraum
Das Municipio Yamparáez ist eines von zwei Municipios der Provinz Yamparáez und umfasst deren südwestlichen Bereich. Es grenzt im Norden und Westen an die Provinz Oropeza, im Süden an das Departamento Potosí und im Osten an das Municipio Tarabuco.
Das Municipio erstreckt sich zwischen etwa 19° 03' und 19° 23' südlicher Breite und 64° 56' und 65° 11' westlicher Länge, seine Ausdehnung von Westen nach Osten beträgt bis zu 25 Kilometer, von Norden nach Süden bis zu 35 Kilometer.
Das Municipio umfasst 54 Gemeinden (localidades), der zentrale Ort des Municipios ist die Ortschaft Yamparáez mit 1124 Einwohnern (Volkszählung 2012) im nordwestlichen Teil des Municipios.
Das Municipio profitiert von seiner Lage in der Nähe der Stadt Sucre, so befindet sich hier unter anderem der Flughafen Sucre.

## Geographie
Das Municipio Yamparáez liegt im Höhenzug der bolivianischen Cordillera Central, zwischen dem Altiplano im Westen und dem bolivianischen Tiefland im Osten. Das Klima ist ein kühl-gemäßigtes Höhenklima mit typischem Tageszeitenklima, bei dem die Temperaturunterschiede im Tagesverlauf stärker schwanken als im Jahresverlauf.
Die Jahresdurchschnittstemperatur in Tarabuco liegt bei etwa 9 °C (siehe Klimadiagramm Tarabuco), die Monatsdurchschnittswerte schwanken zwischen 6 °C im Juli und 11 °C im November. Der Jahresniederschlag beträgt 600 mm und weist vier aride Monate von Mai bis August mit Monatswerten unter 10 mm auf, und eine deutliche Feuchtezeit von Dezember bis Februar mit Monatsniederschlägen zwischen 100 und 125 mm.

## Bevölkerung
Die Einwohnerzahl ist zwischen 1992 und 2024 um etwa ein Drittel zurückgegangen:
| Jahr | Einwohner | Quelle       |
| ---- | --------- | ------------ |
| 1992 | 11.656    | Volkszählung |
| 2001 | 10.013    | Volkszählung |
| 2012 | 10.111    | Volkszählung |
| 2024 | 8.537     | Volkszählung |

Die Bevölkerungsdichte bei der letzten Volkszählung von 2024 betrug 13,9 Einwohner/km², der Alphabetisierungsgrad bei den über 6-Jährigen war von 43,5 Prozent (1992) auf 55,9 Prozent angestiegen. Die Lebenserwartung der Neugeborenen betrug 61,6 Jahre, die Säuglingssterblichkeit war von 10,0 Prozent (1992) auf 7,4 Prozent im Jahr 2001 zurückgegangen.
47,3 Prozent der Bevölkerung sprechen Spanisch, 98,8 Prozent sprechen Quechua und 0,0 Prozent sprechen Aymara. (2001)
61,4 Prozent der Bevölkerung haben keinen Zugang zu Elektrizität, 80,3 Prozent leben ohne sanitäre Einrichtung (2001).
79,9 Prozent der 2.432 Haushalte besitzen ein Radio, 10,2 Prozent einen Fernseher, 27,6 Prozent ein Fahrrad, 0,2 Prozent ein Motorrad, 2,3 Prozent ein Auto, 3,4 Prozent einen Kühlschrank, und 0,4 Prozent ein Telefon. (2001)

## Politik
Ergebnis der Regionalwahlen (concejales del municipio) vom 4. April 2010:
| Wahl- berechtigte |  | Wahl- beteiligung | gültige Stimmen |  | MAS-IPSP | UCPY   |
| ----------------- |  | ----------------- | --------------- |  | -------- | ------ |
| 4.260             |  | 3.753             | 2.846           |  | 2.037    | 809    |
|                   |  | 88,1 %            | 75,8 %          |  | 71,6 %   | 28,4 % |

Ergebnis der Regionalwahlen (elecciones de autoridades políticas) vom 7. März 2021:
| Wahl- berechtigte |  | Wahl- beteiligung | gültige Stimmen |  | MAS-IPSP | CST     | C-A    | BSTH   | MNR    | UNIDOS |
| ----------------- |  | ----------------- | --------------- |  | -------- | ------- | ------ | ------ | ------ | ------ |
| 4.615             |  | 3.900             | 3.118           |  | 2.198    | 672     | 156    | 47     | 28     | 17     |
|                   |  | 84,51 %           | 79,95 %         |  | 70,49 %  | 21,55 % | 5,00 % | 1,51 % | 0,90 % | 0,55 % |

## Gliederung
Das Municipio Yamparáez umfasste bei der letzten Volkszählung von 2012 die beiden folgenden Kantonen (cantones):
- 01-0602-1 Kanton Yamparáez – 35 Vicecantones – 45 Gemeinden – 8.335 Einwohner (2001: 8.017 Einwohner)
- 01-0602-2 Kanton Sotomayor – 8 Vicecantones – 9 Gemeinden – 1.776 Einwohner (2001: 1.996 Einwohner)

## Ortschaften im Municipio Yamparáez
- Kanton Yamparáez
  - Yamparáez 1124 Einw. – Molle Punku de Yamparáez 642 Einw. – Lavadero 205 Einw.

- Kanton Sotomayor
  - Sotomayor 729 Einw.